# Kurt Schmidt
Kurt Erich Heinrich Schmidt (ur. 9 kwietnia 1891 we Frankfurcie nad Menem, zm. 3 marca 1945 pod Aalsmeer) − niemiecki generał porucznik Wehrmachtu.

## Kariera
- Dowódca 702 Dywizji Piechoty 1941-1943
- Organizował 526 Dywizję Rezerwową we wrześniu 1944, po odejściu jednostek powstała 526 Dywizja w składzie 5 Armii Pancernej